# Stigmella slingerlandella
Plum Leaf Miner (Stigmella slingerlandella) là một loài bướm đêm thuộc họ Nepticulidae. Nó được tìm thấy ở Ontario, New York, Michigan và Ohio, possibly phía nam đến Florida.
Sải cánh dài 3.5–5 mm.
Ấu trùng ăn Prunus species, bao gồm Prunus nigra và Prunus serotina species.Chúng ăn lá nơi chúng làm tổ. 